# Idaea volitaria
Idaea volitaria là một loài bướm đêm trong họ Geometridae.